# Ocularia transversefasciata
Ocularia transversefasciata är en skalbaggsart som beskrevs av Stefan von Breuning 1940. Ocularia transversefasciata ingår i släktet Ocularia och familjen långhorningar.
Artens utbredningsområde är:
- Ghana.
- Togo.

Inga underarter finns listade i Catalogue of Life.